# Деминов, Абдрахман Султанович
Абдрахма́н Султа́нович Деми́нов (19 декабря 1905 (1 января 1906), Нижний Новгород – 14 февраля 1945, Тухоля) — крупный промышленный деятель и организатор производства, один из основателей стекольной промышленности СССР, директор Васильевского государственного стекольного завода «Победа Труда» (1931—1942).

## Краткая биографическая справка
А. С. Деминов родился в рабочей семье. Рано остался без отца и пошёл подростком работать на Васильевский государственный стекольный завод (Татарская АССР). Работал сначала учеником, потом рядовым рабочим, а после получения соответствующего образования был назначен его директором.
Образование:
Высшие курсы «красных директоров» при Промышленной академии ВСНХ СССР в г. Ленинграде (диплом с отличием, 1931).
- За более чем 10-летний период пребывания Деминова на посту руководителя Васильевского государственного стекольного завода «Победа Труда» это предприятие достигло значительного уровня[1]. В тот период был заложен фундамент того, чем завод являлся в послевоенные годы.
- Как директор крупнейшего стекольного завода в стране Деминов принимал практическое участие и в становление стекольной промышленности в стране в целом, консультируя правительство страны и делясь передовым опытом с руководителями и специалистами других предприятий отрасли[2].
- В конце 30-х годов при участии и административном руководстве Деминова на заводе была разработана уникальная технология производства химико-лабораторной посуды и приборов из термостойкого боросиликатного стекла типа Пирекс. Массовое производство данной продукции в широком ассортименте началось с 1945 года.
- Н. Анисимов в книге «Огни над Волгой» отметил, что «в 1937 году враги пытались оклеветать имя честного, принципиального коммуниста Деминова. Но он достойно сохранил преданность Родине и в трудные годы репрессий»[1].
- В первые годы войны вышестоящие органы переводят его с поста директора завода на более ответственную работу. Однако Деминов, имея на руках бронь, в 1942 году добровольцем ушёл на фронт, будучи уже немолодым отцом четверых несовершеннолетних детей (младшему сыну было всего два месяца) и имея больную мать[1]. Офицер Советской Армии Деминов сражался в составе 1-го гвардейского танкового корпуса и погиб в бою незадолго до конца войны. Он захоронен в Польше, на советском воинском кладбище в городе Тухоля, могила № 10[3].

## Происхождение, семья
- Супруга — Деминова Амина Абдулловна (урождённая Булатова) (01.01.1906, Российская империя, г. Казань — 12.08.1990, Татарская АССР, пос. Васильево Зеленодольского р-на).
- Дети: сыновья Марс, Марат, дочери Роза, Луиза.

## Интересные факты
- В эпоху индустриализации СССР[4], когда директором завода был Деминов А. С., предприятие было полностью реконструировано и модернизировано, значительно укрепив свою материально-техническую базу. К началу Второй мировой войны на заводе трудилось около 1500 работников[1].
- В августе 1941 года Деминов А. С. как директор стекольного завода, принял и расквартировал эвакуированный эшелон работников (165 человек) и оборудование стекольного завода «Дружная горка» (посёлок под Ленинградом), второй эшелон ленинградцам эвакуировать не удалось, так как 25 августа 1941 года посёлок Дружная Горка был оккупирован фашистскими захватчиками.
- Значительную роль в увековечивании фамилии и образа А. С. Деминова сыграл известный польский военный писатель и журналист, депутат польского сейма (1980—1985) Януш Пшимановский.

Прототип советского офицера Павлова в фильме "Четыре танкиста и собака".